# Malé Trakany
Malé Trakany (em húngaro: Kistárkány) é um município da Eslováquia, situado no distrito de Trebišov, na região de Košice. Tem 11,02 km² de área e sua população em 2018 foi estimada em 1.067 habitantes.

## Demografia
| Ano:        | 1994 | 2004    | 2014   | 2024   |
| ----------- | ---- | ------- | ------ | ------ |
| Broj ljudi: | 912  | 1135    | 1116   | 1087   |
| Razlika:    |      | +24,45% | -1,67% | -2,59% |

| Ano:               | 2023 | 2024   |
| ------------------ | ---- | ------ |
| Número de pessoas: | 1099 | 1087   |
| Diferença:         |      | -1,09% |